# Schrankia virgata
Schrankia virgata là một loài bướm đêm trong họ Erebidae.